# David Moss (hokeista)
David Moss (ur. 28 grudnia 1981 w Livonia) – amerykański hokeista, reprezentant USA.
Hokeistami zostało także jego kuzynostwo: Phil Kessel (ur. 1987), Blake Kessel (ur. 1989) i Amanda Kessel (ur. 1991).

## Kariera
- Detroit Catholic Central (1999-2000)
- St. Louis Sting (2000)
- Cedar Rapids RoughRiders (2000-2001)
- Michigan Wolverines (2001-2005)
- Omaha Ak-Sar-Ben Knights (2005-2006)
- Calgary Flames (2006-2012)
- Phoenix Coyotes (2012-2014)
- Arizona Coyotes (2014-2015)
- EHC Biel (2015-2016)
  -  HC Davos (2015)

W latach 2001–2005 był zawodnikiem Michigan Wolverines, drużyny akademickiej University of Michigan. W drafcie NHL z 2001 został wybrany przez Calgary Flames. Zawodnikiem tego klubu był w latach 2006-2012 przez sześć sezonów NHL. W międzyczasie w kwietniu 2009 przedłużył kontrakt o trzy lata. W lipcu 2012 podpisał dwuletnią umowę z Phoenix Coyotes. Od grudnia 2015 zawodnik EHC Biel. Wkrótce potem wypożyczony do HC Davos na czas turnieju Puchar Spenglera 2015. W październiku 2016 ogłosił zakończenie kariery zawodniczej.
Uczestniczył w turniejach mistrzostw świata w 2010, 2013.

## Sukcesy
Reprezentacyjne
- Brązowy medal mistrzostw świata: 2013

Klubowe
- Mistrzostwo NCAA (CCHA): 2002, 2003, 2005